# Wilde gagel
De wilde gagel (Myrica gale) is een bladverliezende struik die behoort tot de gagelfamilie (Myricaceae). Hij komt voor op 's winters zeer natte, zure, venige grond op heidevelden, in moerasbossen en laagveenmoerassen. Ook vindt men de struik in natte duinvalleien. Gagelstruwelen vormen zich alleen als er weinig concurrentie is van andere struiken of bomen. De soort is van nature aanwezig in Noord-Amerika en Noordwest-Europa. Hij staat op de Nederlandse Rode lijst van planten als algemeen voorkomend, maar sterk in aantal afgenomen. In Nederland is de plant vanaf 1 januari 2017 niet meer wettelijk beschermd. In België komt hij bijna uitsluitend voor in de Kempen.
De bij kneuzing aromatisch geurende ijle struik wordt 0,6-1,5 m hoog. De 2,5-4 cm lange bladeren zijn omgekeerd eirond-lancetvormig en aan de top getand. Op de onderzijde van de bladeren zitten harspuntjes met harsklieren. Deze klieren produceren etherische olie met α-pineen, δ- en γ-cadineen en limoneen. De bladeren smaken bitter.
De wilde gagel bloeit in april en mei. De goudkleurige katjes verschijnen voor de bladeren aan de twijgen die daarna niet meer doorgroeien. De struik is veelal tweehuizig. Meestal komen op een struik mannelijke of vrouwelijke katjes voor, waarbij eenzelfde specimen van geslacht kan wisselen en in het ene jaar vrouwelijke en in een ander jaar mannelijke katjes kan dragen. De mannelijke katjes zijn langwerpig, de vrouwelijke meer gedrongen. De schubben (schutbladen) van de vrouwelijke bloemen vallen niet af en zijn met de vruchten vergroeid.
De vrucht is een afgeplatte, drietoppige steenvrucht en heeft geen waslaag, in tegenstelling tot de vrucht van de wasgagel (Myrica caroliniensis).

## Toepassingen
De struik werd vroeger beschouwd als medicinale plant of als toverplant, ze vond bijvoorbeeld toepassing bij kiespijn maar werd ook beschouwd als afrodisiacum. Hij is ook insectenwerend en werd o.a. gebruikt om vlooien uit matrassen te weren. Daarnaast werd de plant toegepast bij het leerlooien en gebruikte men de gele vrouwelijke bloemknoppen als verfstof.
Blad van de gagelstruik was in de middeleeuwen vanwege de bitterstof een der hoofdbestanddelen van gruut, het kruidenmengsel dat bier moest aromatiseren en langer houdbaar maken voordat hopbellen daarvoor algemeen toegepast werden. Gagel wordt weer toegepast in enkele speciaalbieren, zoals de Gageleer. 
Twijgen van de struik worden in Denemarken gebruikt bij het bereiden van de gageljenever (porsesnaps). Daarnaast heeft de plant volgens oude vertellingen een sterk hallucinogene werking.

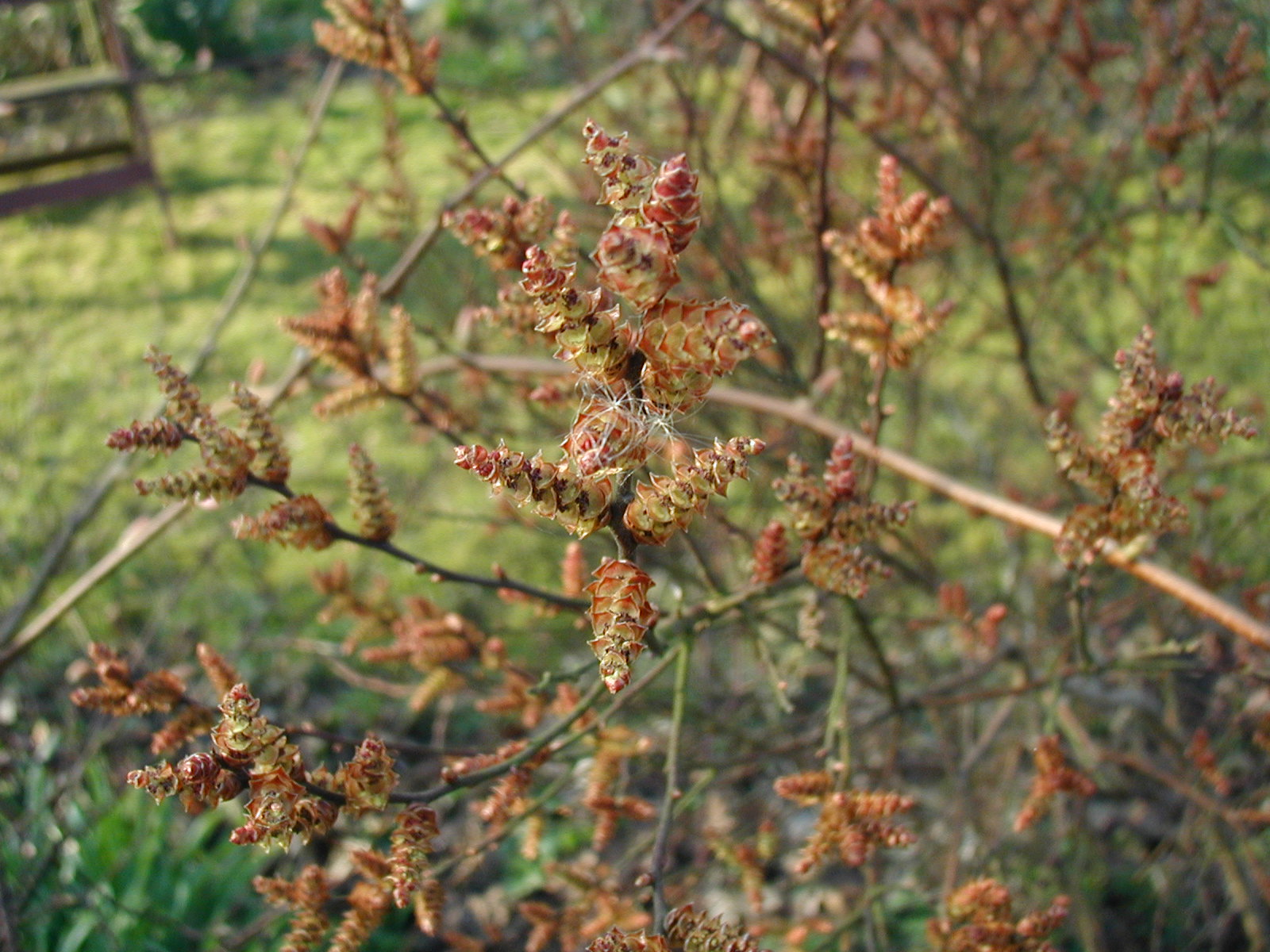
Struik met mannelijke katjes
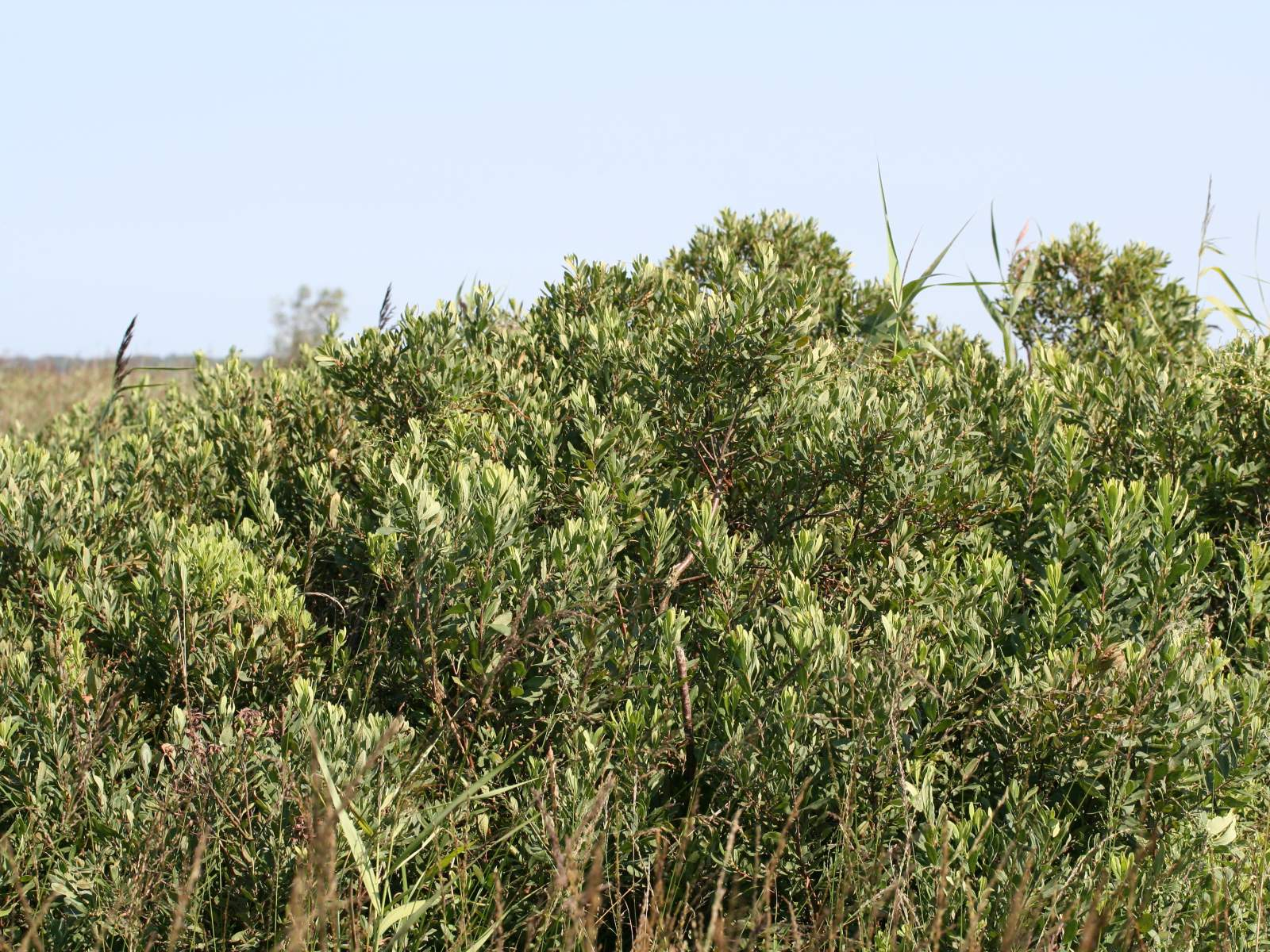
Struweel van wilde gagel